# 원혁 (가수)
원혁(元奕, (영어: WON HYUK), 2002년 2월 22일~)은 대한민국의 가수이자 이엔터테인먼트 소속이며 대한민국의 보이 그룹 엘라스트에서 메인보컬과 서브래퍼를 맡고 있다. 경상북도경산시 출신이다. 데뷔전에 프로듀스엑스101에 참가하여 33위로 마감 하였고 내일은미스터트롯시즌1에 참가했으나 예선전에서 탈락했다. 티비엔에서 방송중인 드라마 성스러운 아이돌에 엘라스트 멤버들과 함께 출연하였다

## 학력
| 연도   | 학교               | 학과      | 비고 |
| ------ | ------------------ | --------- | ---- |
|        | 사동초등학교       |           | 전학 |
|        | 상주성동초등학교   |           | 졸업 |
|        | 평택청담중학교     |           | 전학 |
|        | 천안중학교         |           | 졸업 |
|        | 진량고등학교       |           | 전학 |
| 2018년 | 중경고등학교       |           | 졸업 |
|        | 글로벌사이버대학교 | 방송 연예 | 재학 |

## 텔레비전 프로그램

### 방송
| 연도   | 기간               | 방송사  | 제목                      | 역할   | 장르 | 비고     |
| ------ | ------------------ | ------- | ------------------------- | ------ | ---- | -------- |
| 2019년 | 5월 3일 ~ 7월 19일 | Mnet    | 《프로듀스엑스101》       | 참가자 | 예능 | 33위     |
| 2020년 | 1월 2일 ~ 3월 12일 | TV 조선 | 《내일은미스터트롯시즌1》 | 참가자 | 예능 | 예선탈락 |